# 炮擊沱㶞
炮擊沱㶞，又稱峴港之戰，指的是1847年4月15日法蘭西王國與越南阮朝發生的短暫軍事衝突。這也是法國軍隊第一次與越南發生的正面軍事衝突。

## 背景
在明命帝在位期間，越南阮朝朝廷對基督徒持嚴厲打壓的態度。紹治帝繼位之後，朝廷對禁教態度有所緩和，但傳播和信仰基督教仍舊是違法的。所有外國傳教士都被召集到順化皇城翻譯西方書籍，並禁止離開皇城一步。這時被拘禁在順化的傳教士共有五名。法國軍艦「女英雄」號（Héroine）訪問順化，艦長法萬·勒韋凱（Favin Levêque）請求釋放這五人，得到朝廷的許可。
1845年，一位法國主教多米尼克·勒費弗爾被朝廷判處死刑。法國海軍上將讓-巴蒂斯特·賽西爾（一譯塞西耶、瑟西耳）得知此事後，派兵船「阿爾克梅內」號（Alemène）進入沱㶞港（華文世界一般稱作峴港），要求釋放勒費弗爾，得到朝廷的許可。但勒費弗爾於1847年再次潛入越南傳教，與另一名傳教士杜克洛斯（Duclos）一起被捕。這次事件激起了阮朝朝廷與法國海軍之間更深層的矛盾。

## 經過
1847年3月，賽西爾遣奥古斯丁·德·拉皮埃尔（Augustin de Lapierre）和里戈·德·热诺伊利，分別率領Gloire號和Victorieuse號來到沱㶞，要求釋放這兩名傳教士，並允許在越南自由傳教。阮朝朝廷則認為勒費弗爾回到越南是對朝廷的蓄意挑釁，談判一直被拖延，沒有進展。1847年4月15日，六艘越南護衛艦對停泊於沱㶞灣的兩艘法國兵船發起突襲。法國兵船隨即發起反擊，擊沉四艘，擊毀一艘。人數約為法軍兩倍的越軍付出了傷亡1200人的代價。

## 後果
在這次戰鬥之後，越南被迫釋放了兩名被捕的傳教士，兩艘法國兵船隨即離開了沱㶞港。紹治帝得知此事後大為震怒，再降禁教之旨，下令搜捕全國的基督徒。不久以後，紹治帝逝世，繼任的嗣德帝延續了其禁教政策。